# 由水政次
由水 政次（よしみず まさじ、1907年3月10日 - 2004年10月24日）は、日本の経営者。北越製紙社長を務めた。

## 経歴
石川県出身。1931年に九州帝国大学法科を卒業し、同年に日本勧業銀行に入行。1958年5月に取締役に就任し、1960年6月には北越製紙専務に就任し、1972年6月に副社長を経て、同年12月には社長に就任した。1977年7月に会長を経て、1981年6月には相談役に退いた。
2004年10月24日、老衰のために死去。97歳没。